# Абашево (Самарская область)
 Аба́шево — село в Хворостянском районе Самарской области, административный центр сельского поселения Абашево.

## География
Находится на правом берегу реки Чагры. Ближайшие поселения: село Орло́вка, деревня Толсто́вка, село Новоту́лка. Расстояние до районного центра села Хворостянка примерно 18 километров по прямой, 28 по асфальтированной дороге.

## Инфраструктура
В селе есть сельская администрация, школа, медпункт, дом культуры, отделение почты, детский сад, водонапорная башня, кладбище, продуктовые магазины.
Сотовую связь и интернет в селе обеспечивают «Билайн» и «Мегафон», стационарную телефонную связь и интернет обслуживает «Ростелеком».

## История
Село основано в 1776 году переселенцами из Пензенской губернии и изначально называлось Пе́нзино.
В 1859 году в селе было 87 дворов и 740 жителей, в 1910 году — 160 дворов и 1016 жителей.
В 1929 году крестьяне села стали объединяться в сельскохозяйственные артели. В 1930 году был организован колхоз. Не желавшие присоединиться к коллективному хозяйству зажиточные крестьяне были раскулачены и сосланы в Котлас. В 1934 году на территории бывшей барской усадьбы была создана МТС — машинно-тракторная станция, которая обслуживала несколько соседних колхозов. В 1956 году объединились колхозы «12 Красный Октябрь» с «Колхозом им. Пугачёва». В 1971 году началось сооружение обводнительного канала, в 1978 году насосная станция заработала и направила воду на поля колхоза. В 1970—1980-х годах построено несколько двухэтажных типовых домов из белого силикатного кирпича, построен новый Дом культуры.
После развала колхоза образовалось несколько сельскохозяйственных производственных комплексов (СПК), самым крупным из которых стал СПК «Абашевский», в 2001 году преобразованный в ООО «Агрофирма СПС»

### Школа
22 октября 1884 года в селе была открыта церковно-приходская школа, в которой обучались 21 мальчик и 13 девочек.
После 1917 года церковно-приходская школа была преобразована в 4-летнюю начальную школу. Первыми учителями начальной школы были супруги Пётр Титович и Мария Павловна Акимовы. Позднее школа стала 8-летней, в настоящее время — 9-летняя.

### Абашевская церковь
В 1799 году на средства А. В. Урусова была построена деревянная Софиевская церковь. В 1841 году на средства помещицы Александры Александровны Мельгуновой церковь была перенесена на другое место. Со временем церковь обветшала. В 1867 году на средства землевладельца Василия Григорьевича Пустошкина построен каменный двухэтажный храм. В нижнем этаже — престол во имя святого князя Александра Невского (освящён в 1875 году), в верхнем этаже престол во имя святой Софии и её дочерей (освящён в 1877 году).
В 1902 году попечительство Абашевской церкви возглавлял дворянин М. В. Пустошкин. При церкви существовала библиотека, включавшая 169 названий книг (288 томов) и периодические издания.
Каменный храм является архитектурной доминантой села и издалека виден на равнинной местности. В советское время храм не функционировал, в настоящее время постепенно реставрируется, службы проходят в нижнем этаже.

## Население
Постоянное население составляло 658 человек (русские 93 %) в 2002 году, 636 в 2003 году, 633 в 2010 году.

## Флора и фауна
Типичный заволжский лесостепной ландшафт с пойменными лугами.
На территории села произрастают прострел луговой (степное реликтовое растение, включённое в Красную книгу Самарской области и Красную книгу России) и эндемичный вид боярышника волжского. Также в окрестностях села растут василёк русский, тюльпан Геснера и хвойник двухколосковый, занесённые в Красные книги РФ, Самарской и Саратовской областей.